# Церковь Петра и Павла (Кисловское)
Церковь Святых Первоверховных Апостолов Петра и Павла — храм Каменской епархии Русской православной церкви, расположенный в селе Кисловское Каменского городского округа Свердловской области.
Постановлением Правительства Свердловской области № 859-ПП от 28 декабря 2001 года присвоен статус памятника архитектуры регионального значения.

## История
Первый, деревянный храм в Кисловском был построен в 1746 году, с благословения Митрополита Тобольского Антония был освящён во имя святых Первоверховных Апостолов Петра и Павла. Старое деревянное здание храма было продано в село Улугушское Шадринского уезда.
В 1832 году была построена каменная, трёхпрестольная церковь на средства прихожан и при деятельном участии в качестве строителя местного крестьянина Моисея Тихонова Мельникова, пожертвовавшего всё своё немалое состояние. Главный храм был освящён по благословению Преосвященного Аркадия, Епископа Пермского 29 июня 1846 года.
В 1879—1882 годах храм перестраивался, вместо одного холодного передела был сделан вначале тёплый правый придел, который был освящён по благословению Преосв. Модеста, Епископа Екатеринбургского в честь Сретения Господня 11 ноября 1879 года, и тёплый левый придел, который был освящён также по благословению Преосвященного Модеста, Епископа Екатеринбургского в честь Рождества Пресвятой Богородицы 29 июня 1882 года. В начале XX века в главном храме был четырёхъярусный иконостас с позолотою и резьбой, а внутренние стены храма были окрашены масляной краской с живописью в алтаре и средней его части. В придельных храмах стены были оштукатурены и обелены известью, а в алтарях — окрашены клеевою краской. Снаружи весь храм был оштукатурен и обелён, покрыт железом. В главном храме в 1888 году царские врата были заменены новыми, местные иконы были переписаны, прочие — обновлены, позолота иконостаса была очищена, а храм был украшен стенною живописью. В храме хранился напрестольный серебряный крест 1788 года. Кроме обычно совершаемых по Церковному Уставу, в приходе существуют два крестных хода: ежегодно 6 августа — ко кресту невдалеке от церкви на месте бывшего деревянного храма, и в день Вознесения — ко кресту же в деревне Кунгурской.
Храм был закрыт в 1937 году, а в 1990 году был возвращён в РПЦ.